# Acido kainico
L'acido kainico è un potente agonista del terzo tipo di recettore del glutammato noto come "recettore del kainato" permeabile ai cationi Na+ e K+. La permeabilità a Ca2+ è solitamente molto lieve ma varia a seconda delle subunità che compongono il recettore. Il recettore kainato è tetramerico e ha 4 domini transmembrana, di cui il secondo, con struttura "hairpin" (cioè a forcina per capelli), forma il canale giustapponendosi con altri tre.
Si trova allo stato naturale in un'alga (Digenea Simplex o Kaijinso in giapponese) il cui nome significherebbe "dragone che arriva dal mare", probabilmente per la sua spiccata attività eccitotossica.